# Solana Sierra
Solana Sierra (ur. 18 czerwca 2004) – argentyńska tenisistka, finalistka juniorskiego French Open w grze singlowej.

## Kariera tenisowa
W karierze zwyciężyła w dwunastu singlowych i jednym deblowym turnieju rangi ITF. 21 lipca 2025 roku zajmowała najwyższe miejsce w rankingu singlowym WTA Tour – 64. pozycję, również 5 lutego 2024 osiągnęła najwyższą pozycję w rankingu deblowym – 613. miejsce.

## Finały turniejów WTA 125
| Legenda                   | Legenda |
| ------------------------- | ------- |
| Wielki Szlem              |         |
| Igrzyska olimpijskie      |         |
| WTA Tour Championships    |         |
| od 2021                   |         |
| WTA 1000 (obowiązkowe)    |         |
| WTA 1000 (nieobowiązkowe) |         |
| WTA 500                   |         |
| WTA 250                   |         |
| WTA 125                   |         |

### Gra pojedyncza 1 (1–0)
| Końcowy wynik | Nr | Data            | Turniej   | Nawierzchnia | Przeciwniczka       | Wynik finału |
| ------------- | -- | --------------- | --------- | ------------ | ------------------- | ------------ |
| Zwyciężczyni  | 1. | 6 kwietnia 2025 | Antalya 3 | Ceglana      | Leyre Romero Gormaz | 6:3, 6:4     |

## Finały turniejów ITF
| turnieje z pulą nagród 100 000 $ (W100) |
| turnieje z pulą nagród 80 000 $ (W80)   |
| turnieje z pulą nagród 60 000 $ (W75)   |
| turnieje z pulą nagród 40 000 $ (W50)   |
| turnieje z pulą nagród 25 000 $ (W35)   |
| turnieje z pulą nagród 15 000 $ (W15)   |

### Gra pojedyncza 18 (14–4)
| Rezultat     |     | Data       | Turniej               | ($)    | Naw.    | Przeciwniczka           | Wynik            |
| Finalistka   | 1.  | 20/03/2022 | Palma Nova            | 15 000 | Ceglana | Guiomar Maristany       | 3:6, 2:6         |
| Zwyciężczyni | 1.  | 21/08/2022 | Cancún                | 15 000 | Twarda  | Jiangxue Han            | 2:6, 6:3, 7:6(7) |
| Zwyciężczyni | 2.  | 28/08/2022 | Cancún                | 15 000 | Twarda  | Victoria Rodríguez      | 6:3, 6:3         |
| Zwyciężczyni | 3.  | 28/08/2022 | Eldorado              | 15 000 | Ceglana | Luisina Giovannini      | 6:3, 6:3         |
| Zwyciężczyni | 4.  | 26/02/2023 | Tucumán               | 25 000 | Ceglana | Rosa Vicens Mas         | 6:2, 6:2         |
| Finalistka   | 2.  | 30/04/2023 | Guayaquil             | 25 000 | Ceglana | Julia Riera             | 4:6, 6:4, 4:6    |
| Finalistka   | 3.  | 09/07/2023 | Bragado               | 25 000 | ziemna  | Martina Capurro Taborda | 4:6, 1:6         |
| Finalistka   | 4.  | 06/08/2023 | Junín                 | 25 000 | ziemna  | Martina Capurro Taborda | 6:3, 6:7(2), 1:6 |
| Zwyciężczyni | 5.  | 10/09/2023 | Saragossa             | 25 000 | Ceglana | Guillermina Naya        | 4:6, 6:2, 6:2    |
| Zwyciężczyni | 6.  | 08/10/2023 | Mendoza               | 25 000 | Ceglana | Martina Capurro Taborda | 6:1, 6:3         |
| Zwyciężczyni | 7.  | 28/01/2024 | Buenos Aires          | 25 000 | Ceglana | Alice Rame              | 6:1, 6:4         |
| Zwyciężczyni | 8.  | 07/07/2024 | Getxo                 | 25 000 | Ceglana | Lucia Cortez Llorca     | 6:2, 6:1         |
| Zwyciężczyni | 9.  | 21/07/2024 | Turyn                 | 25 000 | Ceglana | Guiomar Maristany       | 4:6, 6:2, 6:0    |
| Zwyciężczyni | 10. | 04/08/2024 | Pilar                 | 25 000 | Ceglana | Lucciana Perez Alarcon  | 2:6, 6:2, 6:1    |
| Zwyciężczyni | 11. | 22/09/2024 | San Miguel de Tucumán | 40 000 | Ceglana | Giorgia Pedone          | 6:2, 6:2         |
| Zwyciężczyni | 12. | 29/09/2024 | Pilar                 | 40 000 | Ceglana | Leolia Jeanjean         | 6:2, krecz       |
| Zwyciężczyni | 13. | 26/01/2025 | Vero Beach            | 60 000 | Ceglana | Whitney Osuigwe         | 6:7(6), 6:4, 7:5 |
| Zwyciężczyni | 14. | 13/04/2025 | Bellinzona            | 60 000 | Ceglana | Silvia Ambrosio         | 6:4, 6:0         |

### Gra podwójna 1 (1–0)
| Rezultat     |    | Data       | Turniej   | ($)    | Naw.    | Partnerka        | Przeciwniczki            | Wynik          |
| Zwyciężczyni | 1. | 09/09/2023 | Saragossa | 25 000 | Ceglana | Martina Colmegna | Kimmi Hance Ashley Lahey | 4:6, 6:4, 10–8 |

## Finały juniorskich turniejów wielkoszlemowych

### Gra pojedyncza
| Końcowy wynik | Rok  | Turniej     | Nawierzchnia | Przeciwniczka    | Wynik finału |
| Finalistka    | 2022 | French Open | Ceglana      | Lucie Havlíčková | 3:6, 3:6     |